# Belmont (Vermont)
Belmont es un área no incorporada ubicada en el condado de Rutland en el estado estadounidense de Vermont.

## Geografía
Belmont se encuentra ubicada en las coordenadas 43°24′56″N 72°49′20″O / 43.41556, -72.82222.